# Tschechoslowakische Republik (1948–1960)
Tschechoslowakische Republik (tschechisch Československá republika) war der offizielle Name des sozialistischen Nachfolgestaats der Dritten Tschechoslowakischen Republik, eines Satellitenstaates der Sowjetunion und Mitgliedes im Warschauer Pakt. Er entstand durch den Februarumsturz und war bestimmt durch die Herrschaft der Kommunistischen Partei der Tschechoslowakei. Die Phase der Tschechoslowakischen Republik endete 1960 mit einer neuen Verfassung und dem Wechsel der Staatssymbole. Der Staat hieß fortan Tschechoslowakische Sozialistische Republik (ČSSR).

## Geschichte

### Auflösung der Tschechoslowakei 1948

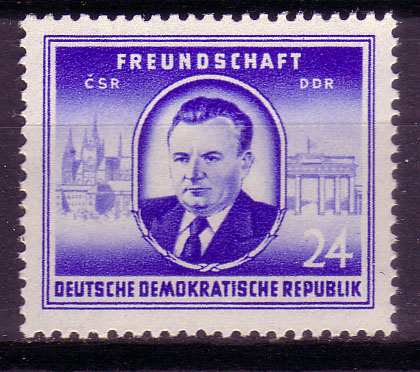
Porträt Gottwalds auf einer DDR-Briefmarke

Nach dem Februarumsturz 1948 stand der Staat unter der Herrschaft der kommunistischen Partei und wandte sich seit seiner Ausrufung im März 1948 der stalinistischen Politik der Sowjetunion zu. Edvard Beneš trat zurück, weil er die neue Verfassung von Mai 1948 nicht unterschreiben wollte. Proklamiert wurde die neue Tschechoslowakische Republik durch den kommunistischen Führer Klement Gottwald. Er wurde Staatspräsident und Erster Sekretär der Kommunistischen Partei. Die Ära Gottwald war durch Staatsterror gekennzeichnet.

### Entstalinisierung und Herrschaft Zápotockýs

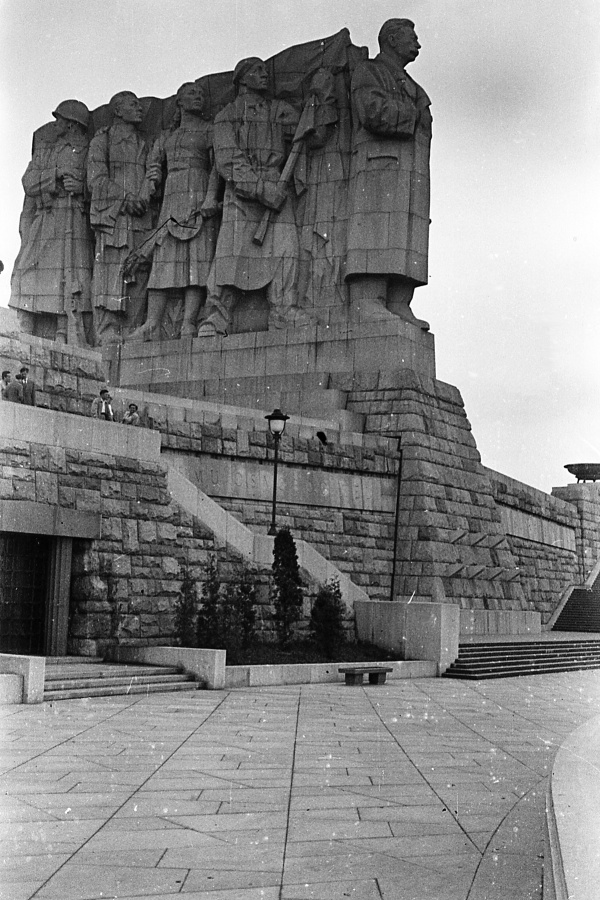
Das Stalin-Denkmal (Prag), Symbol des Stalinismus, wurde 1955 eingeweiht und 1962 gesprengt.

Nach dem Tod Gottwalds 1953 folgte ihm Antonín Novotný als Parteisekretär, während Antonín Zápotocký das Amt des Staatspräsidenten übernahm. Die Entstalinisierung nach dem 20. Parteitag der KPdSU blieb in der Tschechoslowakei in verbalen Beteuerungen stecken, da weder die stalinistische Führungsschicht ausgewechselt noch die Opfer der Säuberungen rehabilitiert wurden. Nachfolger des 1957 verstorbenen Staatspräsidenten Zápotocký wurde Novotný, der nun beide Ämter in seiner Hand vereinigte.

### Ende
1960 wurde eine neue Verfassung erlassen, und es kam zur Proklamation der Tschechoslowakischen Sozialistischen Republik (ČSSR). Die führende Rolle der KSČ war nun gesetzlich noch stärker verankert, die Zentralisierung des Staates verschärfte sich auf Kosten slowakischer Institutionen.
Die Umwandlung in den Namen Tschechoslowakische Sozialistische Republik (ČSSR) hatte mehrere Gründe und war durch die Namensänderungen anderer Ostblockstaaten und den Druck der Sowjetunion bestimmt.

## Verwaltung
Die tschechischen Landesteile Böhmen und Mähren sowie Schlesien bildeten mit der Slowakei bis 1969 einen einheitlichen zentralistischen Staat. Der Slowakei wurde jedoch – mehr oder weniger pro forma – eine gewisse Autonomie in Form einer eigenen Regierung zugestanden, die die Bezeichnung Zbor povereníkov (slowakisch) bzw. Sbor pověřenců (tschechisch) („Beauftragtenkollegium“) trug. Neben der Kommunistischen Partei der Tschechoslowakei (Komunistická strana Československa, KSČ) gab es auch eine Kommunistische Partei der Slowakei (Komunistická strana Slovenska, KSS) der gleichen Prägung.

## Religion
Die Staatsdoktrin der Tschechoslowakischen Republik (1948–1960) war atheistisch. Die Religionsausübung war zeitweise verboten oder unterlag umfangreichen staatlichen Einschränkungen, so gab es z. B. Gesetze gegen das öffentliche Singen religiöser Lieder. Gehörten um 1950 noch etwa 65 % der tschechoslowakischen Bevölkerung dem Christentum an, so sank die Zahl bis 1960 auf unter 35 %. Viele Gläubige waren unter der Herrschaft Gottwalds dem Terror der Staatssicherheit ausgesetzt, wurden gefoltert, erschossen oder in Arbeitslager deportiert; Kirchen wurden enteignet und viele Kirchenschätze zerstört. Unter Antonín Zápotocký wurden tausende Priester in Arbeitslager geschickt, wobei die Brutalität abnahm und die Deportationen langsam eingeschränkt wurden.

## Verfassung
Die tschechoslowakische Verfassung von 1948 wurde am 9. Mai 1948 unterzeichnet. Sie enthielt einige Elemente der Stalin-Verfassung von 1936, so dass der politische Einfluss durch die Sowjetunion bestimmt wurde. In der Präambel der Verfassung wird der Staat als eine Volksdemokratie definiert, „die unseren Weg zum Sozialismus sichern wird“. Die Pressefreiheit wurde bedeutungslos, nachdem Filme und Rundfunk zum Staatsmonopol erklärt wurden.

## Schauprozesse

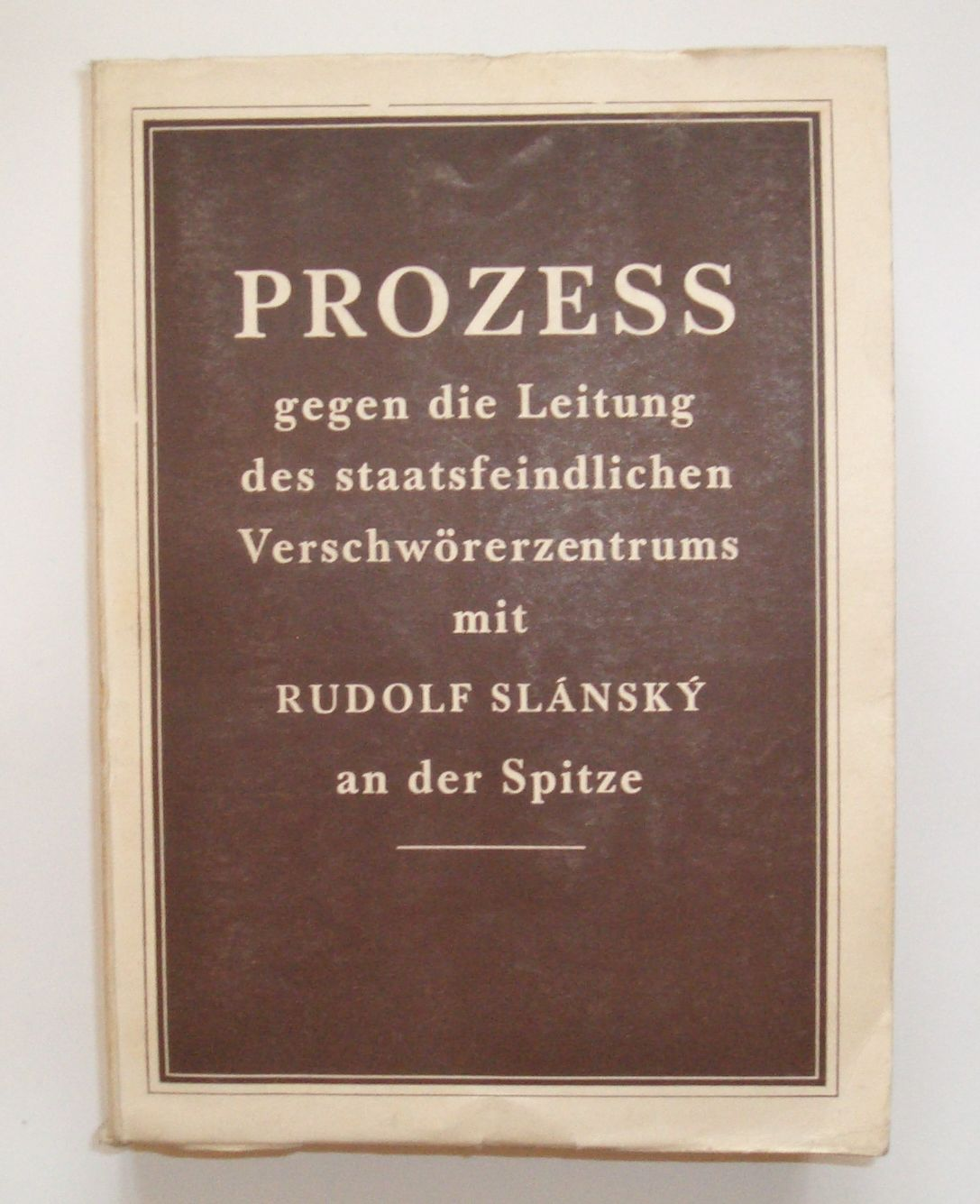
Protokoll des Slánský-Prozesses in deutscher Sprache, Justizministerium Prag (1953)

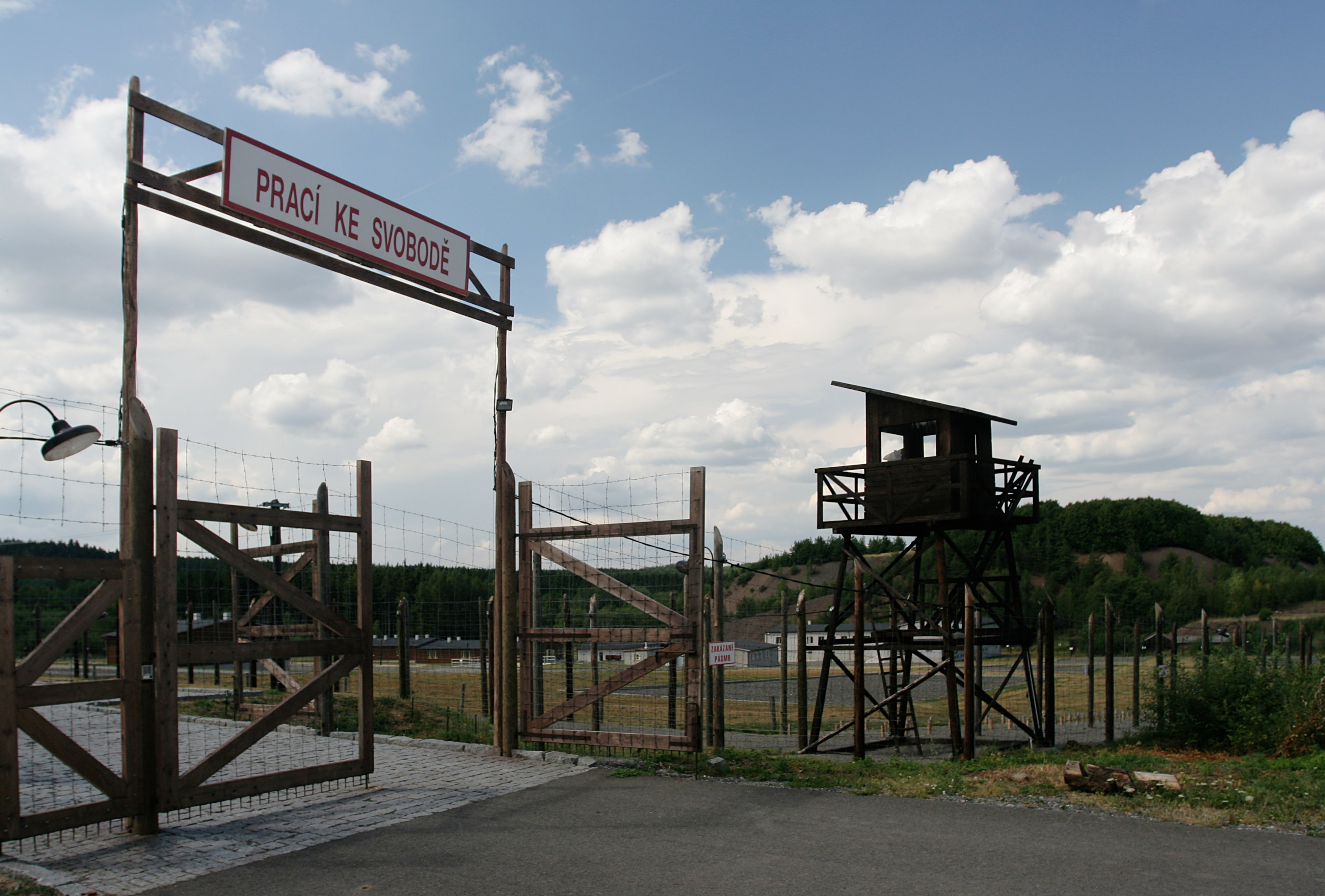
Gedenkstätte Arbeitslager Vojna

In der Ära Gottwald kam es zu zahlreichen Schauprozessen. Dem Prozess gegen Milada Horáková von 1950 folgten insgesamt 35 Folgeprozesse, in deren Verlauf insgesamt 639 Personen angeklagt und 10 Todesurteile ausgesprochen wurden. Am 2. Juli 1951 wurden drei örtliche kommunistische Funktionäre des Nationalausschusses in dem mährischen Dorf Babice ermordet. Auf den sogenannten Fall Babice folgten unvermittelt Schauprozesse in Třebíč, bei denen elf Todesurteile gefällt und gegen 111 Personen langjährige Zuchthausstrafen ausgesprochen wurden, zu denen noch Umsiedlungen von Bauern und der katholischen Landbevölkerung um Moravské Budějovice kamen, die die neue kommunistische Staatsdoktrin offen ablehnten. Im „Slánský-Prozess“ von November 1952 wurde Rudolf Slánský zusammen mit elf weiteren Angeklagten zum Tode verurteilt, weitere drei Angeklagte erhielten lebenslange Haftstrafen.
Laut der Wiederaufarbeitung in der neuen Demokratie von 1989 bis 1993 kamen in der Ära Gottwald und seiner Nachfolger ca. 600.000 Menschen ums Leben.

## Staatssicherheit
Die 1945 gegründete ŠtB wurde ab 1948 im Innenministerium als Teil des staatlichen Sicherheitsapparates für die KSČ die größte Machtquelle und verübte auf Weisung Gottwalds zahlreiche Verbrechen an der eigenen Bevölkerung. Die Operation Grenzstein der Staatssicherheit bestand im Aufbau einer fingierten Grenze zum Westen und hatte zum Ziel, Republikflüchtlinge zu stellen.

## Armee
Nach dem Februarumsturz begann Gottwald auf Druck Stalins mit der Abrüstung der tschechoslowakischen Armee von ca. 1,3 Mio. Mann auf nur noch 300.000 Mann. 1954 wurde die Armee in Tschechoslowakische Volksarmee umbenannt.
Die Streitkräfte waren in zwei Militärbezirke gegliedert. Der westliche Militärbezirk (Hauptquartier Tábor) verfügte über zwei Armeen, die 1. Armee in Příbram mit einer Panzerdivision und drei Motschützendivisionen, und die 4. Armee in Písek mit je zwei Panzerdivisionen und Motschützendivisionen. Im östlichen Militärbezirk (Trenčín) befanden sich zwei Panzerdivisionen T-55. Zudem verfügte die Tschechoslowakische Volksarmee über das 22. Luftlanderegiment (Kroměříž).
Alle Truppen waren der Zentralen Gruppe der sowjetischen Streitkräfte (Hauptquartier Milovice nad Labem) zugeteilt.

## Mitgliedschaften

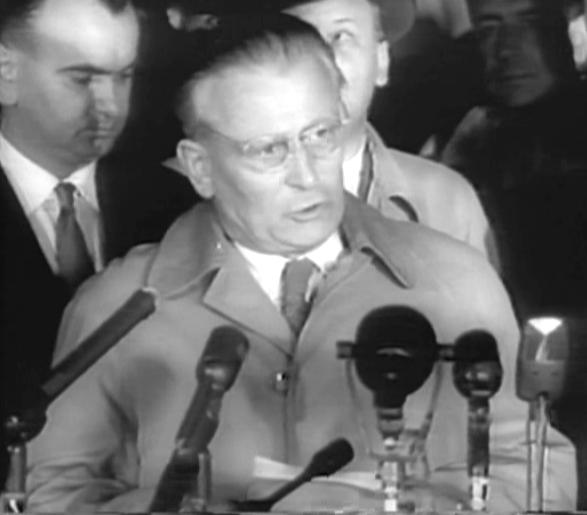
Antonín Novotný 1960 in New York, anlässlich einer Sitzung der Vereinten Nationen

Von der Dritten Tschechoslowakischen Republik übernahm die neue Republik die Mitgliedschaft in den Vereinten Nationen und trat dem Rat für gegenseitige Wirtschaftshilfe und 1955 dem Warschauer Pakt bei.